# Interviu cu un vampir (film)
Interviu cu un vampir (în engleză Interview with the Vampire: The Vampire Chronicles) este un film de groază american din 1994, regizat de Neil Jordan, după romanul Interviu cu un vampir (1976) de Anne Rice. Filmul se concentrează pe Lestat și Louis, începând cu transformarea lui Louis în vampir de către Lestat în 1791. Filmul povestește viața lor împreună și transformarea de către ei a unei fetițe creole de 12 ani, Claudia, în vampir. Povestirea este încadrată într-un inerviu din ziua de azi, în care Louis își spune povestea unui reporter din San Francisco.
În film interpretează Tom Cruise, Brad Pitt și Kirsten Dunst, precum și Antonio Banderas și Stephen Rea în roluri secundare. Filmul a fost lansat în noiembrie 1994, primind aprecieri critice în general pozitive  și a fost nominalizat la Premii Oscar pentru cele mai bune decoruri și cea mai bună melodie originală. Kirsten Dunst a fost, de asemenea, nominalizată pentru un premiu Globul de Aur pentru cea mai bună actriță în rol secundar pentru rolul său din film.

## Rezumat
În orașul San Francisco din prezent, reporterul Daniel Molloy (Christian Slater) îi ia un interviu lui Louis de Pointe du Lac (Brad Pitt), care pretinde a fi un vampir și-și povestește trecutul. 
Povestea lui Louis începe în Louisiana în 1791, când el avea vârsta de 24 ani și dorea să moară după ce-și perduse soția și copilul în urma unei epidemii. Vampirul Lestat (Tom Cruise) îi oferă șansa de a se naște din nou și îl transformă în vampir. Lestat îl învață pe Louis cum să trăiască ca vampir. La început, Louis se revoltă nedorind să rănească oameni și consumând numai sânge de animale. El cedează în cele din urmă și-și ucide sclava credincioasă, apoi încearcă să se omoare dând foc la casă, dar Lestat îl salvează și cei doi fug împreună.
În New Orleans, Louis rătăcește pe străzi în mijlocul unei epidemii de ciumă. El intră într-o casă unde se află o fetiță lângă mama ei moartă. Louis o mușcă pe fetiță, Claudia (Kirsten Dunst), pe care Lestat o transformă mai târziu într-un vampir "copil", pentru a-l descuraja pe Louis să-l părăsească. Lestat începe să o învețe pe Claudia cum să trăiască ca vampir, făcând-o să-i imite acțiunile pentru a ucide. După treizeci de ani, Claudia devine o criminală sadică și este strâns legată de Louis și Lestat. Dar când își dă seama că va trăi pentru totdeauna și că niciodată nu va mai crește, ea devine furioasă pe Lestat. Ea îl păcălește să bea sângele din cadavrele a doi băieți gemeni, pe care îi ucisese dându-le o supradoză de laudanum, deoarece știa că sângele din corpul unei creaturi deja moarte este fatal pentru vampiri. Acest lucru îl slăbește pe Lestat, iar fetița îi taie gâtul. Claudia și Louis aruncă trupul lui Lestat într-o mlaștină, dar el se întoarce mai târziu, după ce subsese sângele creaturilor din mlaștină pentru a supraviețui. Lestat îi atacă, dar Louis îi dă foc și fuge apoi la Paris împreună cu Claudia, presupunând că Lestat este mort.
În 1870, la Paris, Louis și Claudia trăiesc în armonie perfectă, dar Louis este încă preocupat deranjat de întrebarea cum au ajuns să apară vampirii și dacă mai există și alți vampiri pe pământ. Într-o noapte, în timp ce se plimba pe străzi, el se întâlnește cu vampirii Santiago (Stephen Rea) și Armand (Antonio Banderas), iar acesta din urmă îi spune că există și alți vampiri la Paris și că știe răspunsurile la întrebîările lui Louis. Armand îi invită pe Louis și Claudia la locuința sa, Théâtre des Vampires, unde sunt martorii uciderii de către Armand și camarazii săi a unei femei speriate în fața unei audiențe care credea că totul e un spectacol regizat. Armand îi duce mai târziu în ascunzătoarea sa și-i oferă lui Louis un loc lângă el, în timp ce-i spune în secret Claudiei să-l părăsească. Louis refuză să o părăsească pe draga sa Claudia, dar, cu toate acestea, pleacă din ascunzătoare. Santiago îl avertizează că vampirii știu de asasinarea lui Lestat și îi spune că le este interzis vampirilor să ucidă un alt vampir. Louis se intoarce singur la ascunzătoarea lui Armand, unde acesta din urmă îi dezvăluie faptul că Louis este un vampir unic, pentru că are un suflet uman și este conectat la spiritul "inimilor zdrobite" al secolului al XIX-lea. Louis devine complet atras de Armand și decide să o părăsească pe Claudia.
Revenind la reședința sa, Louis constată că Claudia a adus acasă o femeie umană, Madeleine, cu intenția ca Louis să o transforme într-un vampir pentru a-i servi drept companion și protector după plecarea sa. Fără tragere de inimă, Louis o transformă pe Madeleine în vampir, determinând-o pe Claudia să recunoască faptul că ei sunt acum în relații bune. Cu toate acestea, imediat după acest moment, vampirii parizieni îi răpesc pe toți trei. Ca pedeapsă pentru uciderea lui Lestat, Louis este închis într-un sicriu de metal, iar Claudia și Madeleine sunt blocate într-o galerie de ventilație cu un acoperiș deschis. În dimineața următoare, razele soarelui le transformă pe Claudia și Madeleine în cenușă. Armand îl eliberează pe Louis, care o caută pe Claudia și este îngrozit și îndurerat atunci când găsește rămășițele ei transformate în cenușă. El se întoarce în acea noapte la teatru și o răzbună pe Claudia dând foc tuturor vampirilor de la teatru, care dormeau la acea oră în propriile sicrie și secerându-l pe Santiago cu o coasă. Armand ajunge la timp pentru a-l ajute să scape, și îi oferă iarăși un loc alături de el. Louis refuză din nou, știind că Armand a organizat dispariția Claudiei, într-o încercare de a-l ține pe Louis alături de el, și îl părăsește pe Armand.
Pe măsura trecerii deceniilor, Louis explorează lumea singur, fiind încă îndurerat pentru pierderea Claudiei, înainte de a reveni în Statele Unite ale Americii. El vede "răsăritul soarelui pentru prima dată în 200 de ani", într-un cinematograf, vizionând filmele Sunrise: A Song of Two Humans, Nosferatu, Pe aripile vântului și Superman. Louis se întoarce la New Orleans în 1988 și constată că Lestat este încă în viață, dar o umbră a ceea ce a fost cândva. Louis îi dă involuntar lui Lestat o idee despre tehnologia modernă; Lestat îi solicită lui Louis să i se alăture, dar Louis îl respinge și pleacă.
La acest punct, Louis încheie interviul, ceea ce Malloy, intervievatorul, nu poate accepta. El îi cere lui Louis să-l transforme pentru ca să vadă astfel ceea ce este cu adevărat un vampir, dar Louis îl strânge de gât într-un acces de furie și apoi dispare. Malloy aleargă în grabă la mașină și conduce fericit că a luat interviul, ascultând caseta la casetofon. Chiar atunci, Lestat apare, îl atacă și preia controlul asupra mașinii. Revitalizat de sângele lui Malloy, el îi oferă acestuia posibilitatea de a alege pe care el nu a avut-o niciodată, iar ei se îndepărtează în noapte în San Francisco, scoțând caseta și deschizând radioul, la care Guns N' Roses cânta cântecul "Sympathy for the Devil" al formației The Rolling Stones.

## Distribuție

### roluri principale
- Brad Pitt - Louis de Pointe du Lac
- Tom Cruise - Lestat de Lioncourt
- Kirsten Dunst - Claudia
- Antonio Banderas - Armand
- Christian Slater - Daniel Molloy
- Stephen Rea - Santiago

### roluri secundare
- Domiziana Giordano - Madeleine
- Virginia McCollam - târfa de pe malul mării
- John McConnell - jucătorul de cărți
- Mike Seelig - proxenetul
- Bellina Logan - fata din tavernă
- Lyla Hay Owen - văduva St Clair
- Lee Emery - iubitul văduvei
- Thandie Newton - Yvette
- Indra Ové - târfa din New Orleans
- Helen McCrory - a II-a târfă
- Monte Montague - femeia moartă de ciumă
- Nathalie Bloch - menajera
- Jeanette Kontomitras - femeia din piață
- Roger Lloyd Pack - profesorul de pian
- George Kelly - fabricantul de păpuși
- Nicole DuBois - femeia creolă
- Micha Bergese - vampir de la Paris
- Rory Edwards - vampir de la Paris
- Marcel Iureș - vampir de la Paris
- Susan Lynch - vampir de la Paris
- Louise Salter - vampir de la Paris
- Matthew Sim - vampir de la Paris
- Francois Testory - vampir de la Paris
- Andrew Tiernan - vampir de la Paris
- Simon Tyrrell - vampir de la Paris
- George Yiasoumi - vampir de la Paris
- Sara Stockbridge - Estelle
- Laure Marsac - femeia ucisă pe scenă
- Katia Caballero - femeie din public
- Louis Lewis-Smith - băiețelul ucis

## Alegerea actorilor
Actorul britanic Julian Sands a fost propus pentru a interpreta rolul lui Lestat de către Rice-însăși; dar, pentru că Sands nu era un nume binecunoscut la acel moment, fiind renumit doar pentru interpretarea sa din A Room with a View, el a fost respins, iar rolul i-a fost dat lui Tom Cruise. Acest lucru a fost criticat inițial de Anne Rice, care a spus că Tom Cruise "nu era vampirul meu Lestat așa cum Edward G. Robinson nu este Rhett Butler" și că alegerea distribuție a fost "atât de ciudată; este aproape imposibil de imaginat cum se va lucra". Cu toate acestea, ea a fost mulțumită de interpretarea lui Cruise după ce a văzut filmul terminat, spunând că "din momentul în care a apărut, Tom a fost Lestat pentru mine" și că cum va face "Tom munca lui Lestat era ceva ce nu am putut vedea într-un glob de cristal". De fapt, după ce a văzut filmul la premieră, ea a scris o scrisoare de scuze lui Tom Cruise și i-a lăudat interpretarea.
Inițial, River Phoenix a fost selectat pentru rolul lui Daniel (iar lui Anne Rice i-a plăcut ideea), dar el a murit cu patru săptămâni înainte de începerea filmărilor. Când Christian Slater a fost ales în locul lui ca Daniel, el și-a donat întregul său salariu organizațiilor caritabile favorite ale lui Phoenix. Filmul are o dedicație pentru Phoenix, după genericul final.

## Recepție
Interviu cu un vampir a avut premiera la 11 noiembrie 1994. Încasările din primul week-end de la lansare s-au ridicat la 36,4 de milioane $, plasând filmul pe locul 1 la încasările de la casele de bilete din SUA. În săptămânile următoare el a concurat cu Star Trek: Generații și The Santa Clause. Încasările din SUA au fost de 105 milioane $, în timp ce încasările totale, inclusiv cele din străinătate, au fost de 224 milioane $, la un buget estimat de 60 de milioane $.
Filmul a primit recenzii amestecate, în general pozitive, din partea criticilor de film. Situl de recenzii Rotten Tomatoes a raportat că filmul are un rating de 60%, bazat pe 47 de comentarii, cu un rating mediu de 5,9 din 10. Laudele publicate de Elvis Mitchell în The New York Times și Roger Ebert în Chicago Sun-Times au fost temperate de către recenziile slabe din The Washington Post și revista Time.
Filmul a fost nominalizat la două Premii Oscar - pentru cele mai bune decoruri (Dante Ferretti, Francesca Lo Schiavo) și pentru cea mai bună melodie originală, dar a pierdut în fața filmelor The Madness of King George și, respectiv, The Lion King.

## Continuări
La aproape un deceniu după acest film, o adaptare a romanului Regina damnaților, a treia carte din serie, a fost produsă și distribuită din nou de către Warner Bros. Tom Cruise și Brad Pitt nu și-au reluat rolurile de Lestat și Louis. Multe personaje au fost scoase din film, precum și o parte importantă a povestirii, iar filmul în sine a fost o combinație a romanelor Vampirul Lestat și Regina damnaților. Filmul a beneficiat de recenzii negative din partea criticilor, iar Anne Rice l-a respins complet, crezând că filmul i-a "mutilat" munca. În perioada de pre-producție, Rice a insistat ca studioul să nu producă un film pe baza cărții, crezând că cititorii ei voiau un film bazat pe a doua carte din serie, Vampirul Lestat. Rice a fost refuzat cooperarea cu studioul.
În august 2009, au apărut zvonuri că Robert Downey, Jr. urmează să ia rolul lui Lestat de Lioncourt în reluarea planificată de Universal Studios a Cronicilor vampirilor. Acest lucru s-a dovedit a fi fals.
Începând din februarie 2012, a patra carte din Cronicile vampirilor, Povestea hoțului de trupuri, este în prezent în lucru, de către compania de producție de film a lui Brian Grazer și Ron Howard, Imagine Entertainment. Lee Patterson va scrie scenariul.